# Estació de Vilabella
Vilabella és una estació de ferrocarril propietat d'adif situada a la població de Vilabella, a la comarca de l'Alt Camp. L'estació es troba a la línia Barcelona-Vilanova-Valls i hi tenen parada trens de la línia R13 dels serveis regionals de Rodalies de Catalunya, operat per Renfe Operadora.
Aquesta estació de la línia de Vilanova i Valls va entrar en funcionament l'any 1883 quan va entrar en servei el tram construït per la Companyia dels Ferrocarrils de Valls a Vilanova i Barcelona (VVB) entre Calafell i Valls, un any més tard que l'obertura de la línia entre Vilanova i la Geltrú i Calafell.
L'any 2016 va registrar l'entrada de menys de 1.000 passatgers.
| Serveis regionals de Rodalies de Catalunya |               |       |        |                                                                                 |
| Procedència/Destinació                     | <             | Línia | >      | Procedència/Destinació                                                          |
| La Plana - Picamoixons Lleida Pirineus     | Nulles-Bràfim |       | Salomó | Sant Vicenç de Calders Barcelona-Estació de França Barcelona-Sant Andreu Comtal |